# Codename: Panzers - Phase One
Codename: Panzers - Phase One est un jeu de tactique en temps réel basé sur les événements de la Seconde Guerre mondiale. Développé par la société hongroise StormRegion, et édité par cdv Software Entertainment, le jeu est sorti en 2004. Une suite, Codename: Panzers - Phase Two est sortie en 2005.

## Accueil
| Codename: Panzers - Phase One |      |       |
| Média                         | Pays | Notes |
| Computer Gaming World         | US   | 3.5/5 |
| Gamekult                      | FR   | 7/10  |
| GameSpot                      | US   | 88 %  |
| Gen4                          | FR   | 91 %  |
| Jeuxvideo.com                 | FR   | 17/20 |
| Joystick                      | FR   | 8/10  |
| Compilations de notes         |      |       |
| Metacritic                    | US   | 81 %  |